# نكاس
النكاس هو رجل يدور في الطرقات ومهنته ينكس الرحى هي أن يقوم بإصلاح الرحى و «تخشينها» عندما يصبح سطحها أملس (ناعما) من كثرة الاستعمال، حيث تترسب بقايا الحبوب المطحونة بجعل حجر الرحاة الذي يستخدم في طحن الحبوب والبهارات في البيوت الكبيرة أن يجعله خشن حتى يمكن ولذلك يقوم النكاس بتخشين سطح الحجر وذلك باستخدام مطرقتين صغيرتين أو ويستخدم النكاس «جدوما» خاصا ذا جهتين حادتين يسمى (منكاية) ومطرقة وأقلام حديدية ذات اطراف حادة وادوات أخرى يضعها في كيس صغير يحمله على كتفه بطرق حجر الرحاة حتى يعود خشن مرة أخرى ويمكن استعماله من جديد في طحن الحبوب. وهي من المهن الكويتية التي أندثرت وزالت تماما ولم يعد لها أثر بل أن كثير من الناس لم يسمع عن هذه المهنة.
قديما يطوف بالازقة والاحياء مناديا (نكاس... نكاس...) وليس للنكاس مكان معين يعمل فيه بل يقوم (بتنكيس) الرحى في البيوت أو أماكن طحن الحبوب، التي يطلق عليها المدارات أو معامل الهردة (كاركة جمال)، وهي الكاركة التي يطحن بها السمسم لتحويله إلى هردة. وكانت معظم العائلات في الماضي تخبز الخبز في المنازل مما يتطلب وجود تنور ورحى في كل منزل لطحن الحبوب تمهيدا لخبزها وكان ذلك يشكل سوقا جيدا للنكاس لممارسة عمله في تخشين الرحى وكسب الرزق من وراء ذلك.
و يزداد عمل النكاس قبل شهر رمضان حيث يستعد الناس لطحن الحبوب استعدادا لاستقبال الشهر الكريم، فيلجأون إلى النكاس لاصلاح الرحى وصيانتها، كما يحتاج إلى عمله مع أصحاب المعامل وخاصة منهم العاملون بطحن السمسم قبل بداية موسم العمل في شهر سبتمبر. ويتقاضى النكاس أربع بيزات مقابل (تنكيس) الرحى الواحدة التي تأخذ منه نصف يوم تقريبا.